# Apiculture en Hongrie
 (décembre 2024).
L’apiculture est un secteur économique important de l’agriculture hongroise tourné principalement vers l’export, avec plus de 15000 apiculteurs. Avec des près de 2 tiers des forêts d’acacia d’Europe, la Hongrie produit plus de 12000 tonnes de miel d’acacia de renomme internationale. La production totale de miel est autour de 25000-30000 tonnes par an, dont 80% pour l’exportation.
Les plantes mellifères les plus importantes sont l'acacia, le tournesol, le colza et le Tilleul argenté.

## Histoire
Les ruchers sont principalement composés de l’abeille carniolienne (Apis mellifera carnica). En 1902,  	
Imre Boczonádi Szabó inventa une ruche a cadre, composee de 24 cadres ( dimension 36 x 42 cm) qui devient a partir de 1913 le type de ruche le plus repandu sous le nom Nagy Boczonádi.